# リンブルク兄弟

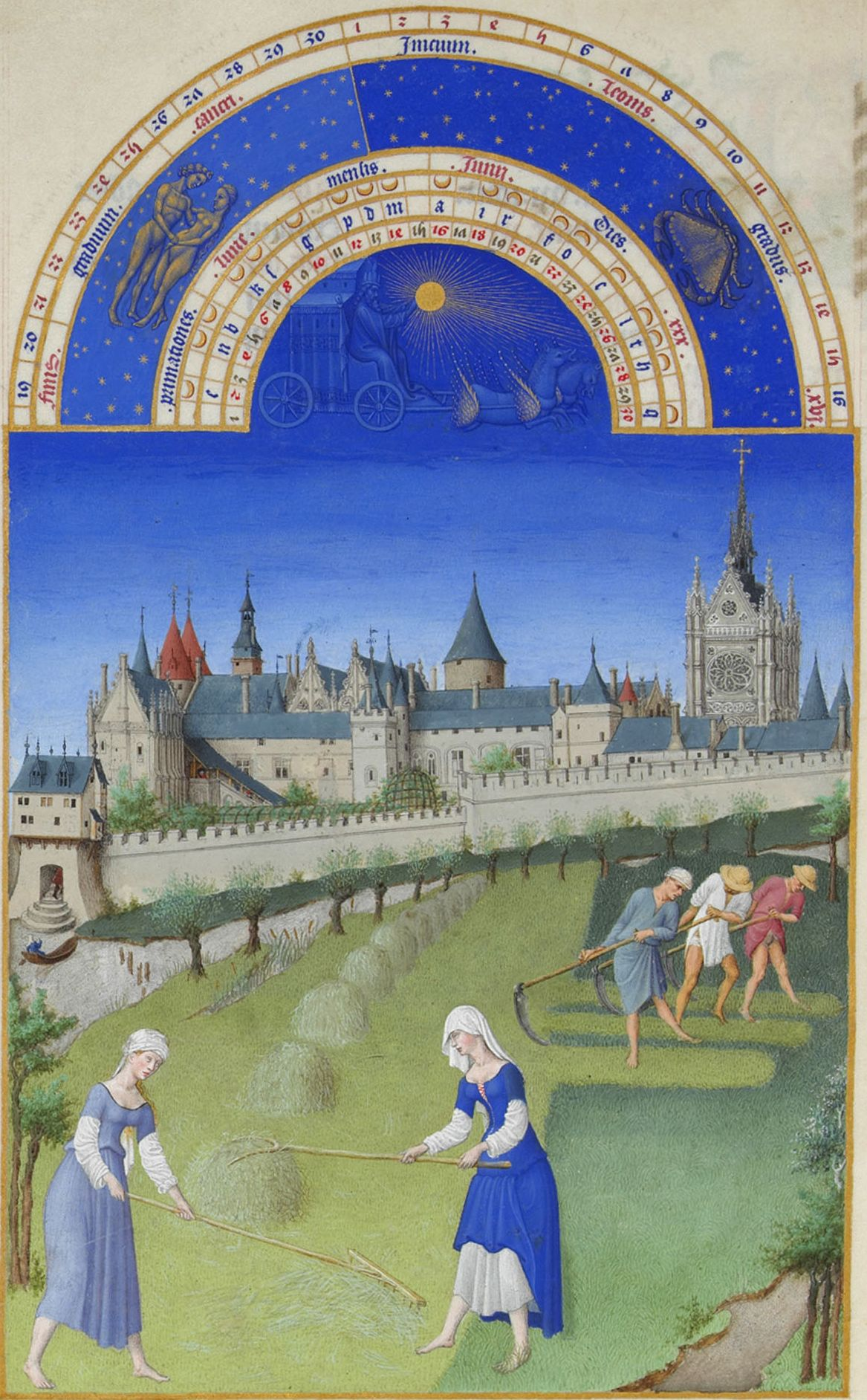
ベリー公のいとも豪華なる時祷書: 6月 (1412年-16年)
22,5 x 13,6 cm

リンブルク兄弟（リンブルクきょうだい、オランダ語：Gebroeders van Limburg、フランス語：Frères de Limbourg）またはランブール兄弟 （ランブールきょうだい）は、フランドルのミニアチュール画家の兄弟。ヘルマン（Herman）、ポル（Pol）、ヨハン（Johan、Hennequinまたはjanとの記述も）の3人。
ナイメーヘンの生まれとされる。15世紀初頭のフランスとブルゴーニュ公国で活動した。彼らは中世後期の装飾写本『ベリー公のいとも豪華なる時祷書』を描いたことで知られる。

## 生涯
兄弟の祖父はヨハンネス（Johannes de Lymborgh）といい、おそらくランブール（現在のベルギー・リエージュ州の町）からヘルレ公国の首都ナイメーヘンへ移ったとされる。ヨハンネスの息子アルノルトは公国の宮廷で、木彫り職人として働いていた。1385年頃、アルノルトは公家お抱え画家の、申し分ない一族の出身の妻メヒテルトを娶った。ヘルマン（1385年頃生まれ）が長男で、続いてポル（フランス語の文献ではPolleke、Polequinという記載もある。1386年か1387年生まれ）、ヨハン（1388年頃生まれ。フランス語の文献ではJohanneke、Jacquemin、Gillequinとも記載あり）が生まれた。さらにその下には弟ルトヘル（Rutger）とアルノルト（Arnold）、妹グレタ（Greta）がいた。
1398年頃、父アルノルトが亡くなり、兄弟は、当時のフランスとブルゴーニュ宮廷で最も重要な画家、叔父ジャン・マルエルによって送り出された。ヘルマンとヨハンは、パリで金細工工芸を学んだ。1399年終わりに彼らはナイメーヘンへ戻ったが、その頃戦争に巻き込まれていたブリュッセルで捕らえられてしまった。兄弟の母は身代金を払えなかった。地元の金細工師ギルドが彼らの身代金にあてるため金を集め始めたが、すぐにブルゴーニュ公フィリップ豪胆公が、お抱え画家である彼らの叔父ヤンに免じて身代金を支払った。2人の少年たちは1400年5月に解放された。  
現存する記録から、1402年2月にポルとヨハンがフィリップ豪胆公と契約し、4年間をかけ高級な聖書の装飾の仕事にかかった。これはフランス国立図書館所蔵のBible Moraliséeであるかもしれない。議論の余地もなく、リンブルク兄弟の最初の作品であった。兄弟が作品を完成する前に、豪胆公が死んだ。
ヘルマン、ポル、ヨハンはのち1404年に、死んだ豪胆公の兄ベリー公ジャンの元で働きだした。彼は、芸術、特に本の贅沢な収集家であった。兄弟の最初の課題は時祷書の装飾をすることであった。これが現在メトロポリタン美術館所蔵の『ベリー公の美しき時祷書』（Belles Heures du Duc de Berry）である。
この仕事は1409年に完成し大いにベリー公を満足させた。ベリー公は、時祷書のためのさらに野心的な計画を兄弟に命じた。これが『ベリー公のいとも豪華なる時祷書』（Très Riches Heures du Duc de Berry）で、中世後期の装飾写本として絶頂期のものと広く言われている物である。たぶん世界一価値のある本であろう。これはフランス・シャンティイ（オワーズ県の町）にあるコンデ美術館に所蔵されている。
ポルは特にベリー公と仲が良く、宮廷内で私的随行員valet de chambreの地位を与えられていた（叔父ヤンもブルゴーニュ宮廷で同じ地位を与えられていた）。ベリー公はポルに、宝石とブールジュの邸宅を与えた。ポルは若い女性ジレット・ラ・メルシエールに恋をしたが、彼女の両親は賛成しなかった。ベリー公はジレットを閉じこめ、王の命令があった時だけ自由にした。1411年、ポルとジレットは結婚した。しかし結婚生活で子供に恵まれなかった（結婚当時花嫁は12歳、花婿は24歳であった）。
1416年初め、ベリー公と、リンブルク兄弟が死んだ（兄弟は少なくとも30歳を超えていた）。死因は不明である。『ベリー公のいとも豪華なる時祷書』は未完成のまま残された。時祷書がアンジュー公ルネの所有となった時、確認できない芸術家（おそらくバーテルミー・ファン・エイクであるといわれる）が1440年代に有名なこの暦を完成させる仕事に関わった。1485年には、サヴォイア家の物となっていた時祷書をジャン・コロンブが完成させた。
リンブルク兄弟の作品は、大部分が目につかなくなり、19世紀まで忘れ去られていた。それにもかかわらず彼らはミニアチュール絵画のかなたに発展した、次世代の画家らの手本となった。兄弟は北ヨーロッパの伝統のもとで仕事をしたが、イタリアからの影響が見られない。